# ASASSN-15lh

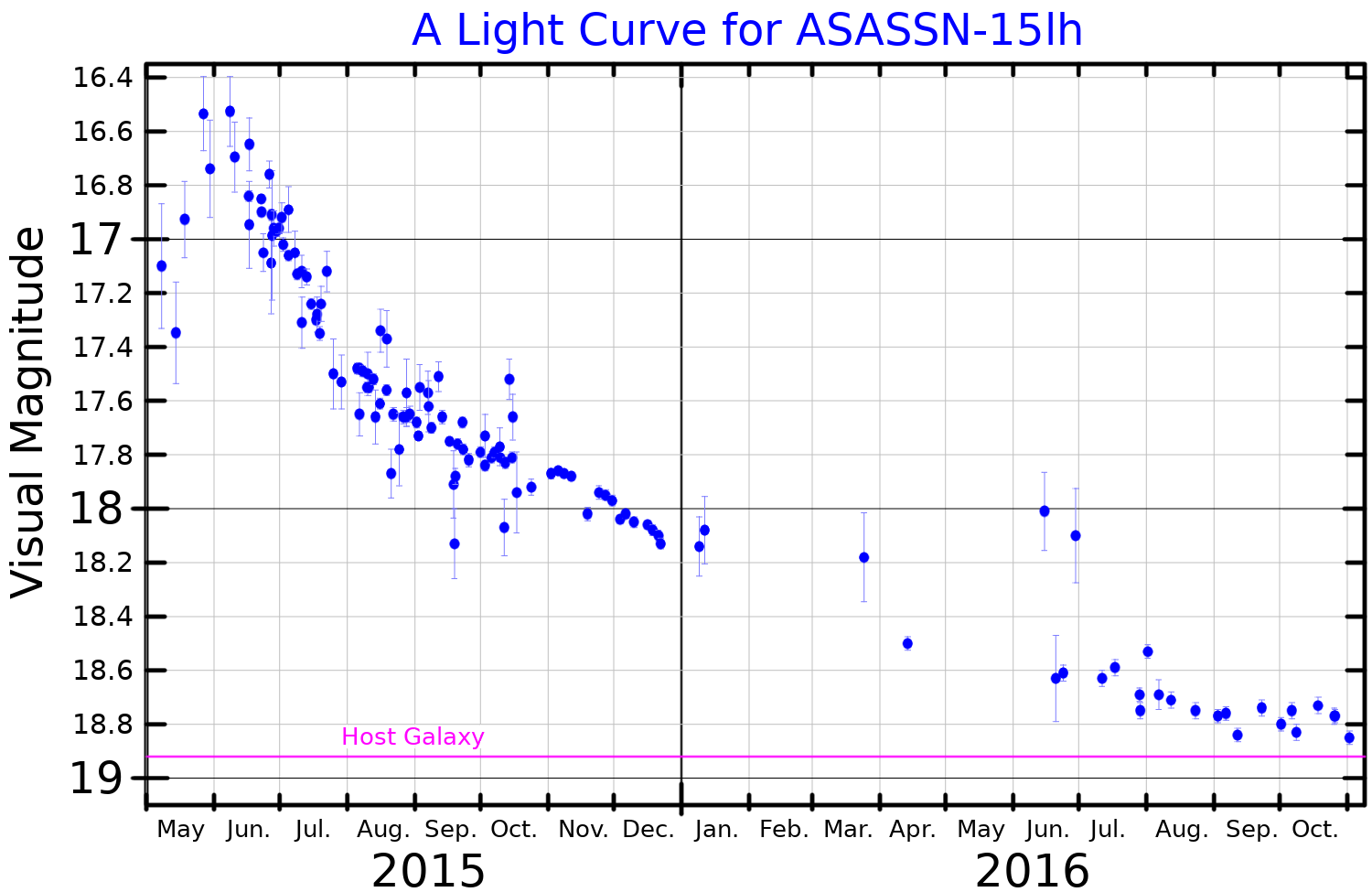
Lichtkromme van ASASSN-15lh

ASASSN-15lh (supernova-aanduiding SN 2015L) is een extreem lichtkrachtige astronomische transiënt, ontdekt door de All Sky Automated Survey for SuperNovae (ASAS-SN), die lijkt op een superlichtgevende supernovauitbarsting. Hij werd ontdekt op 14 juni 2015 in een zwak sterrenstelsel in het zuidelijke sterrenbeeld Indiaan, en was het meest lichtkrachtige supernova-achtige object dat ooit is waargenomen. Op zijn hoogtepunt was ASASSN-15lh 570 miljard keer helderder dan de zon en 20 keer helderder dan het gecombineerde licht dat door de Melkweg wordt uitgezonden. De uitgestraalde energie werd later nog overtroffen door PS1-10adi.
De aard van ASASSN-15lh wordt betwist. De meest populaire verklaringen zijn dat het de helderste type I supernova (hypernova) is die ooit is waargenomen, of een verstoring door getijden rond een superzwaar zwart gat. Andere hypothesen zijn: gravitatielensing, een quarknova in een Wolf-Rayetster of een snelle magnetar-spindown.

## Ontdekking
Een mogelijke supernova werd voor het eerst opgemerkt bij metingen op 14 juni 2015 door de twee 14 cm-telescopen van ASAS-SN in Chili; het team gaf het de aanduiding ASASSN-15lh. Ze verscheen op een afbeelding en werd bevestigd door aanvullende waarnemingen van andere telescopen. Het spectrum van ASASSN-15lh werd geleverd door de 2,5 meter-du Pont Telescope in Chili. De Southern African Large Telescope werd gebruikt om de roodverschuiving, en daarmee de afstand en lichtkracht, te bepalen. Ook de Swift ruimtetelescoop droeg waarnemingen bij. Op 24 juli kreeg de gebeurtenis formeel de supernova-aanduiding SN 2015L van het Central Bureau of Astronomical Telegrams.
Later bleken er al op 8 mei 2015 andere beelden van ASASSN-15lh te zijn gemaakt. In dit stadium was de visuele magnitude 17,4. Vanaf 8 mei werd de mogelijke supernova helderder tot ze op 5 juni een piekhelderheid van magnitude 16,9 bereikte. Tegen september was de helderheid gedaald tot magnitude 18,2. Er was een ongebruikelijke "opheldering" van tot 1,75 magnituden op blauwe en ultraviolette golflengten, die ongeveer 90 dagen na het maximum begon. Dit viel samen met een plateau in de bolometrische helderheid, dat 120 dagen aanhield.

## Eigenschappen
Gebaseerd op zijn roodverschuiving en locatie geprojecteerd op de kern van een groot lichtkrachtig sterrenstelsel, is de afstand van ASASSN-15lh berekend op 1.171 Mpc.
Op zijn hoogtepunt was de absolute magnitude van ASASSN-15lh in de u-band van het AB-magnitudestelsel -23,5. Zijn bolometrische helderheid is twee keer die van de vorige helderste supernova van type I, iPTF13ajg. Op zijn helderst was zij ongeveer 50 keer helderder dan het hele sterrenstelsel, met een energieflux die 570 miljard keer groter was dan die van de Zon. De totale energie die in de eerste 50 dagen werd uitgestraald overschreed 1,1×1045 joule. Volgens Krzysztof Stanek van de Ohio State University, een van de hoofdonderzoekers van ASAS-SN: "Als ze in onze eigen Melkweg stond, zou ze helderder schijnen dan de volle maan; er zou geen nacht zijn, en ze zou overdag gemakkelijk te zien zijn."
Het spectrum van ASASSN-15lh was relatief karakterloos, zonder waterstof- of heliumlijnen, maar met twee zeer brede absorptiebanden.  Absorptiedoubletten vangeïoniseerd magnesium werden gedetecteerd en gebruikt om de roodverschuiving van 0,2326 te bevestigen.
De temperatuur van ASASSN-15lh op het moment van de maximale helderheid was 20.000 K, hoewel ze vroeger in de uitbarsting heter was. 50 dagen na de piek was de temperatuur gedaald tot 11.000 K en is daarna relatief constant gebleven. De straal van ASASSN-15lh tijdens de piekhelderheid was meer dan 70.000 maal de zonneradius.

## Sterrenstelsel
Het sterrenstelsel (APMUKS(BJ) B215839.70−615403.9) heeft een visuele magnitude van 18,5 en is rood van kleur met een lage stervormingsgraad. Het bleef constant helder totdat de supernova oplichtte. Het stelsel is het helderste bij golflengten rond 1 μm in het nabije infrarood.

## Gesuggereerde mechanismen
Het precieze mechanisme dat ten grondslag ligt aan de zeer grote ASASSN-15lh-explosie is nog onbekend. Speculaties variëren van de aanwezigheid van zeer grote hoeveelheden vervallen nikkel-56 tot de versterkende effecten van een magnetar. De ongewone locatie in een relatief rustig sterrenstelsel kan voor wetenschappers aanknopingspunten bieden om soortgelijke gebeurtenissen te ontdekken en waar te nemen.

### Superlichtgevende supernova
De aanvankelijke hypothese was dat ASASSN-15lh de meest extreme superlichtgevende supernova (SLSNe) was die tot nu toe was waargenomen, maar hij werd in verschillende opzichten als ongewoon beschouwd. Het spectrum kwam niet sterk overeen met andere type I SLSNe en eerdere SLSNe zijn ontdekt in relatief kleine actieve sterproducerende sterrenstelsels, niet in de centrale regio's van grote sterrenstelsels. De lichtkromme met dubbele pieken wordt niet verwacht van een SLSN en de totale energie-opbrengst benadert theoretische limieten.
Het ontbreken van waterstof- en heliumkenmerken in het spectrum suggereert een explosie die haar oorsprong vindt in een object dat zowel waterstof als helium ontbeert, wat een zeer gestripte ster zou impliceren, zoals een massieve Wolf-Rayetster. De energetica van de explosie zou een massieve ster vereisen.

### Magnetar
Eén model voor de ongewoon heldere supernovae is gebaseerd op de omzetting van rotatie-energie van een snel ronddraaiende neutronenster in polaire jets die de omringende materie verhitten. Ook hier geldt dat de door ASASSN-15lh geproduceerde energie de theoretische grenzen van dit type explosie overschrijdt en dat de gedetailleerde eigenschappen moeilijk te reproduceren zijn met een magnetar-model.

### Quarknova
Een ongebruikelijke verklaring voor ASASSN-15lh is een quarknova binnen de supernova-explosie van een WO-type Wolf-Rayetster. De quarknova wordt geproduceerd door het neutronensterrestant van de supernova en vindt plaats enkele dagen na de kernexplosie van de Wolf-Rayetster. Dit kan veel van de ongewone kenmerken van de waargenomen gebeurtenis reproduceren, maar is enigszins speculatief en niet algemeen aanvaard.

### Tidal disruption event (TDE)
Een bekende methode om extreem grote hoeveelheden energie te produceren is de getijde-ontwrichting van objecten zoals sterren door een superzwaar zwart gat. ASASSN-15lh vond plaats in de kern van een groot stelsel waar een superzwaar zwart gat waarschijnlijk is. Een zwart gat met de verwachte massa in het gaststelsel van ASASSN-15lh zou normaal gesproken sterren opslokken zonder een zichtbare vlam. De voorwaarden voor de productie van een zeer heldere vlam van een TDE rond een zwart gat met de verwachte massa zijn ongebruikelijk, maar een snel draaiend zwart gat van het Kerr-type zou in staat kunnen zijn om een ster met een massa vergelijkbaar met die van de zon buiten de waarnemingshorizon te ontwrichten en een hete accretieschijf en een heldere transiënt te produceren. Het zou ook de temperatuursveranderingen, de opheldering en de ongewone spectrale evolutie kunnen verklaren. Het ontbreken van waterstof en/of helium lijnen in de spectra van ASASSN-15lh vormt echter een groot probleem voor het TDE scenario.

### Zwaartekrachtlens
Onverwacht heldere zichtbare objecten kunnen worden geproduceerd door een gravitatielens van zeer verre objecten door extreem massieve objecten dichter bij de aarde. Dit gebeurt echter meestal met objecten die veel verder weg staan dan ASASSN-15lh, en er zijn geen waarnemingen die wijzen op de aanwezigheid van een cluster van sterrenstelsels die geschikt is om een lenseffect te veroorzaken.